# Uus Maailm
Uus Maailm – poddzielnica Tallinna, stolicy Estonii. Wchodzi w skład Kesklinnu (Śródmieścia). Graniczy z Lillekülą na zachodzie, Kitsekülą na południu, z Veerenni na wschodzie oraz z Kassisabą i Tõnismägi na północy. W 2015 roku była zamieszkiwana przez 7442 osoby.
Jaan Tootsen wyreżyserował film o zatytułowany Uus Maailm. opowiadający o inicjatywie mieszkańców, która miała na celu zmianę stylu życia ludzi.